# معجزه (ترانه سمرا رحملی)
«معجزه» تک‌آهنگی از هنرمند اهل جمهوری آذربایجان سمرا رحملی است که در سال ۲۰۱۶ میلادی منتشر شد. این ترانه نماینده آذربایجان در مسابقه آواز یوروویژن ۲۰۱۶ بود.